# Уайт, Джон (футболист)
Джон Андерсон Уайт (англ. John Anderson White 28 апреля 1937, Масселборо, Мидлотиан — 21 июля 1964, Crews Hill, Большой Лондон) — шотландский футболист, игрок сборной Шотландии.

## Биография

### Клубная карьера
Уайт начал карьеру в клубе «Аллоа Атлетик», в котором отыграл три сезона и высоко себя зарекомендовал как игрок. 
В 1958 году перешёл в «Фалкирк», в котором отыграл один сезон, по окончании которого перешёл в «Тоттенхэм Хотспур». В составе «шпор» Уайт выиграл чемпионский титул 1961 года, два Кубка Англии в 1961 и 1962 годах, а также Кубок обладателей кубков 1963 года и два Суперкубка Англии.

### Карьера в сборной
В составе сборной Шотландии сыграл 22 матча, в которых забил 3 гола.

### Гибель
21 июля 1964 года погиб во время грозы во время игры в гольф, когда прятался под деревом. На момент смерти он был женат, после его гибели осталась 22-летняя вдова Сандра и двое детей: дочь Мэнди, которой было 2 года и сын Роб, которому было полгода.